# Contea di Hepburn
La contea di Hepburn è una local government area che si trova nello Stato di Victoria.

## Geografia
La contea si estende su una superficie di 1.470 chilometri quadrati e ha una popolazione di 14.367 abitanti. La sede del consiglio si trova a Daylesford.

## Località
- Clunes,
- Creswick,
- Daylesford,
- Hepburn Springs,
- Trentham
- Kingston